# Шалоут
Шало̀ут (на английски: Shallotte, /ʃəˈloʊt/) е град в източната част на Съединените американски щати, част от окръг Брънзуик на щата Северна Каролина. Населението му е около 3 700 души (2010).
Разположен е на 4 метра надморска височина в Атлантическата низина, на 8 километра северно от брега на Атлантическия океан и на 52 километра югозападно от Уилмингтън. Селището е обособено през 1899 година и се развива като местен търговски център.

## Известни личности
Родени в Шалоут
- Седрик Симънс (р. 1986), баскетболист